# Mauritz Åkervall
Evert Mauritz "Mansing" Åkervall, född 8 november 1908 i Vingåker, död 18 maj 1983, var en svensk fotbollsspelare (försvarare).
Åkervall kom upp i IFK Göteborgs juniorlag och spelade mellan 1929/1930 och 1931/1932 sju allsvenska matcher (inga mål) för klubben. Han gick sedan till Gårda BK i division II, och var med och spelade upp klubben i Allsvenskan till säsongen 1935/1936. I Gårda spelade han sedan 87 allsvenska matcher (inga mål) till och med säsongen 1939/1940.